# Ignatz Brenner von Felsach

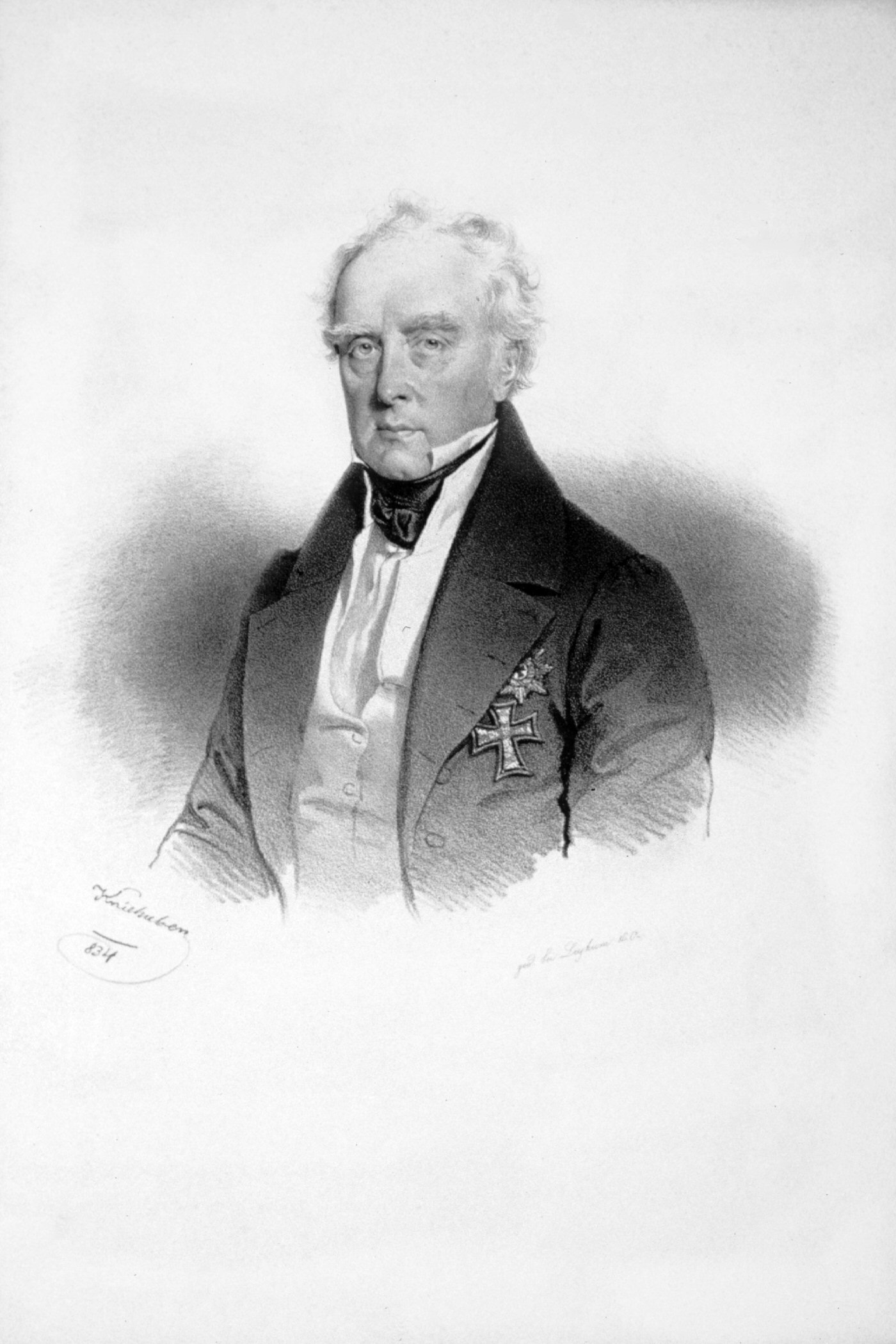
Ignaz Brenner von Felsach, Lithographie von Josef Kriehuber, 1834

Igna(t)z Brenner, Ritter von Felsach (auch bekannt als Igna(t)z von Brenner-Felsach) (* 28. März 1772 in Wien; † 10. Jänner 1849 ebenda) war ein österreichischer Diplomat und Orientalist aus der Familie Brenner von Felsach.

## Biografie
Ignatz Brenner wurde im Alter von 15 Jahren (1787) in die Wiener k.k. Orientalische Akademie als Zögling aufgenommen. Mit seinen dort gewonnenen Kenntnissen war es ihm möglich, ein Drama in türkischer Sprache zu verfassen. Er schrieb auch ein tschagataisches Wörterbuch. In der Folge wurde er Palastdolmetsch in Konstantinopel. Im Jahr 1802 wurde er Hofkonzipist in Wien, im Jahre 1806 kam er als Konsularagent in die Walachei. 1810 war er wieder in Wien, wo er Hofsekretär in der orientalischen Sektion der Staatskanzlei wurde. Am 31. Mai 1818 wurde er mit dem Adelsprädikat von Felsach in den Ritterstand erhoben.
Ob Brenner von Felsach in Gainfarn, wo sein Sohn Adolph Brenner von Felsach im Jahr 1883 starb, auch wohnte, ist nicht bekannt, da die beiden Schlösser Gainfarn und Merkenstein erst später in den Besitz der Familie kamen.
Der Hofrat im k.k. Außenministerium war Kommandeur des österreichisch-kaiserlichen Leopold-Ordens, Ritter des Königlich-Ungarischen Sankt Stephans-Ordens und mehrerer anderer Orden. Außerdem war er Schätzmeister des k.k. militärischen Maria-Theresia-Ordens. Gestorben ist er  am 10. Jänner 1849 in Wien, im Haus Am Hohen Markt 511.
Die Brennergasse in Wien-Liesing (23. Bezirk) ist nach ihm benannt.

## Werke
- Aus den Schriften des Türken Hassan, 3 Bände, 1808